# Fabio Fabbi

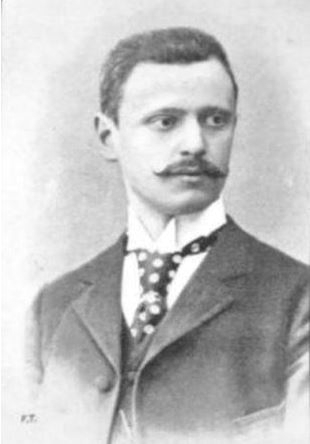
Fabio Fabbi, 1898.

Fabio Fabbi (geb. am 18. Juli 1861 in Bologna; gest. am 24. September 1945 in Casalecchio di Reno) war ein italienischer Maler, Illustrator und Kunstprofessor. Er spezialisierte sich vor allem auf Werke des Orientalismus.

## Leben und Werk
Fabbi studierte zunächst an der Accademia di Belle Arti di Bologna, an der er bereits 1876 in verschiedenen Disziplinen auf sich aufmerksam machte. Noch im gleichen Jahr wechselte auf die Akademie der schönen Künste in Florenz und besuchte dort die Bildhauerkurse von Augusto Rivalta. In Florenz näherte er sich dem Eklektizismus und kam in Kontakt mit der florentinischen Porträtmalerei, wobei er vor allem von den Arbeiten von Giuseppe Bezzuoli beeinflusst wurde.
1880 brach er seine Studien ab und begann als selbstständiger Künstler zu arbeiten. Drei Jahre später gewann er für sein Flachrelief Una questione d’onore (italienisch für „Eine Frage der Ehre“) seinen ersten Preis. Seine ersten Jahre waren aber vor allem durch seine Illustrationen verschiedenster Almanache gekennzeichnet, die er zusammen mit seinem Bruder Alberto Fabbi illustrierte. 1886 unternahm Fabbi eine Reihe von Reisen. Seine Aufenthalte in Ägypten und anderen Länder am Mittelmeer beeinflussten seine weitere künstlerische Tätigkeiten, wie auch die seines Bruders, der sich noch länger im Ausland aufhielt.
Die orientalische Malerei hatte in der Emilia bereits durch die Arbeiten von Alberto Pasini Einzug gehalten. Fabbi hielt im Laufe seines dreißigjährigen Wirkens konstant an diesem Genre fest und verband die Themen Exotik und Reisen mit einem schnellen und lebendigen Zeichenstil. Nur wenige seiner orientalistischen Arbeiten sind allerdings bekannt, da sich ein Großteil in Privatsammlungen befindet. Sie sind nur schwer auffindbar, was zum Teil auf ihre ungefähren Titel und die sich wiederholenden Themen zurückzuführen ist.
Ende der 1880er Jahre stellte er seine Arbeiten in Florenz und München aus. Zugleich begann er sich zusammen mit seinem Bruder für religiöse Themen zu interessieren. In dieser Phase entstanden mehrere Arbeiten, die er für verschiedene Kirchen in und um Bologna anfertigte.
1893 wurde Fabbi an der Akademie in Florenz zum Professor ernannt. Im Jahr darauf folgte seine Ernennung zum Professor an der Akademie in Bologna. Im Jahr 1892 wurde er zum Ritter des Ordens der Krone Italiens ernannt. Ende der 1890er Jahre stellte er bei der Società promotrice di belle arti („Gesellschaft zur Förderung der schönen Künste“) in Turin und bei den Mostre di belle arti in Mailand aus. Ausgestellt wurden dabei Bilder mit religiösen Motiven. Zu Beginn des 20. Jahrhunderts arbeitete er mit an den Illustrationen einer illustrierten Ausgabe der Göttlichen Komödie von Dante. Um diese Zeit entstand auch sein Bild La morte di Anita Garibaldi (Der Tod von Anita Garibaldi), das in der Bibliothek und historischem Archiv des Risorgimento in Florenz ausgestellt ist.
In den 1900er und 1910er Jahren arbeitete Fabbi aber vor allem als Buchillustrator. In dieser Zeit illustrierte er über hundert Bücher, insbesondere Klassiker der Literatur aus dem Florentiner Verlag Nerbini, aber auch die Abenteuerromane von Emilio Salgari, die er mit orientalischen Motiven ausschmückte. Daneben illustrierte er noch verschiedene Kinder- und Jugendbücher, unter anderem Werke aus der Reihe Little Women von Louisa May Alcott.
1936 zog er von Bologna in die Provinz nach Casalecchio di Reno und verbrachte dort seinen Lebensabend bis zu seinem Tode am 24. September 1945.

## Auswahl von Werken von Fabbi

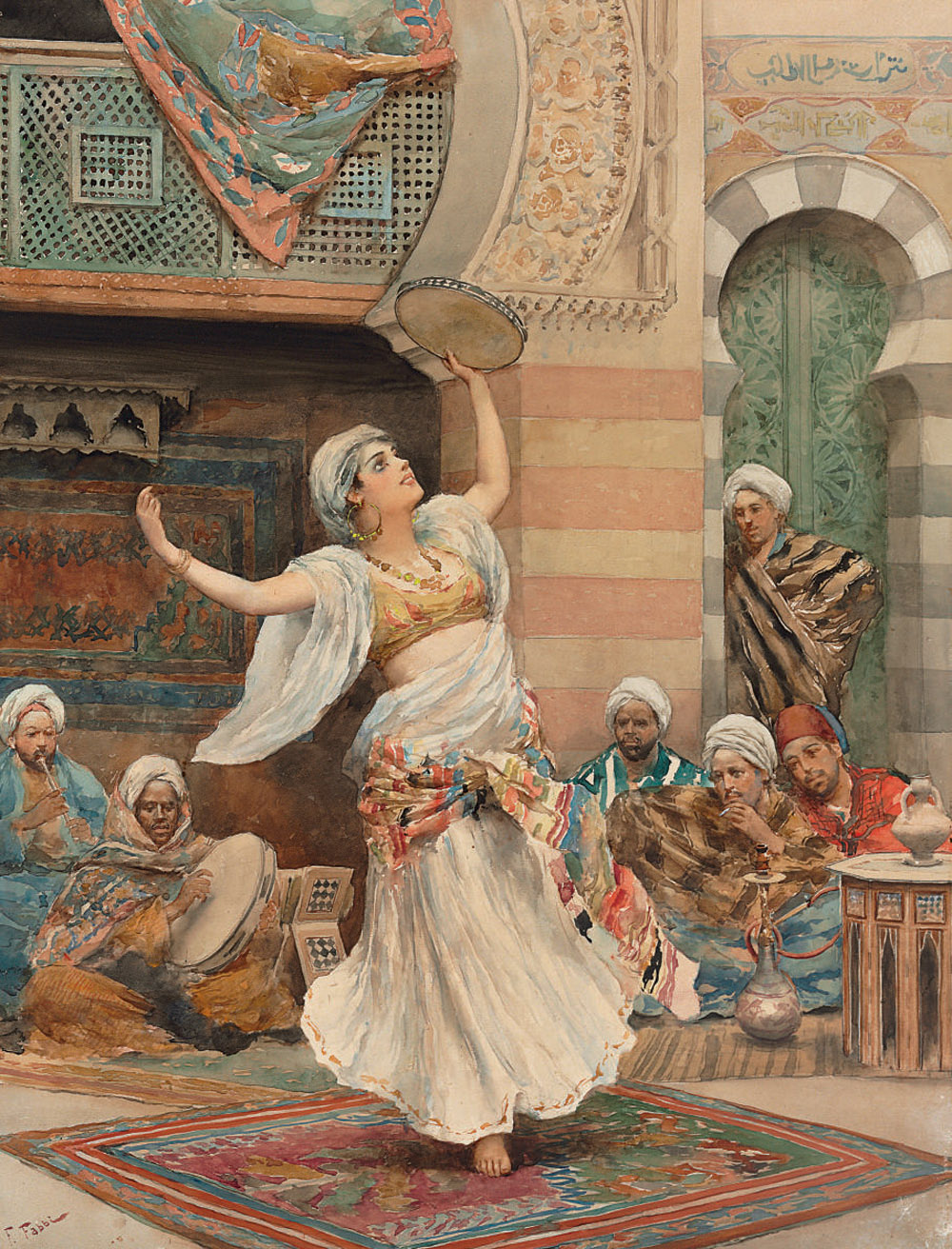
Tambourin-Tänzerin.
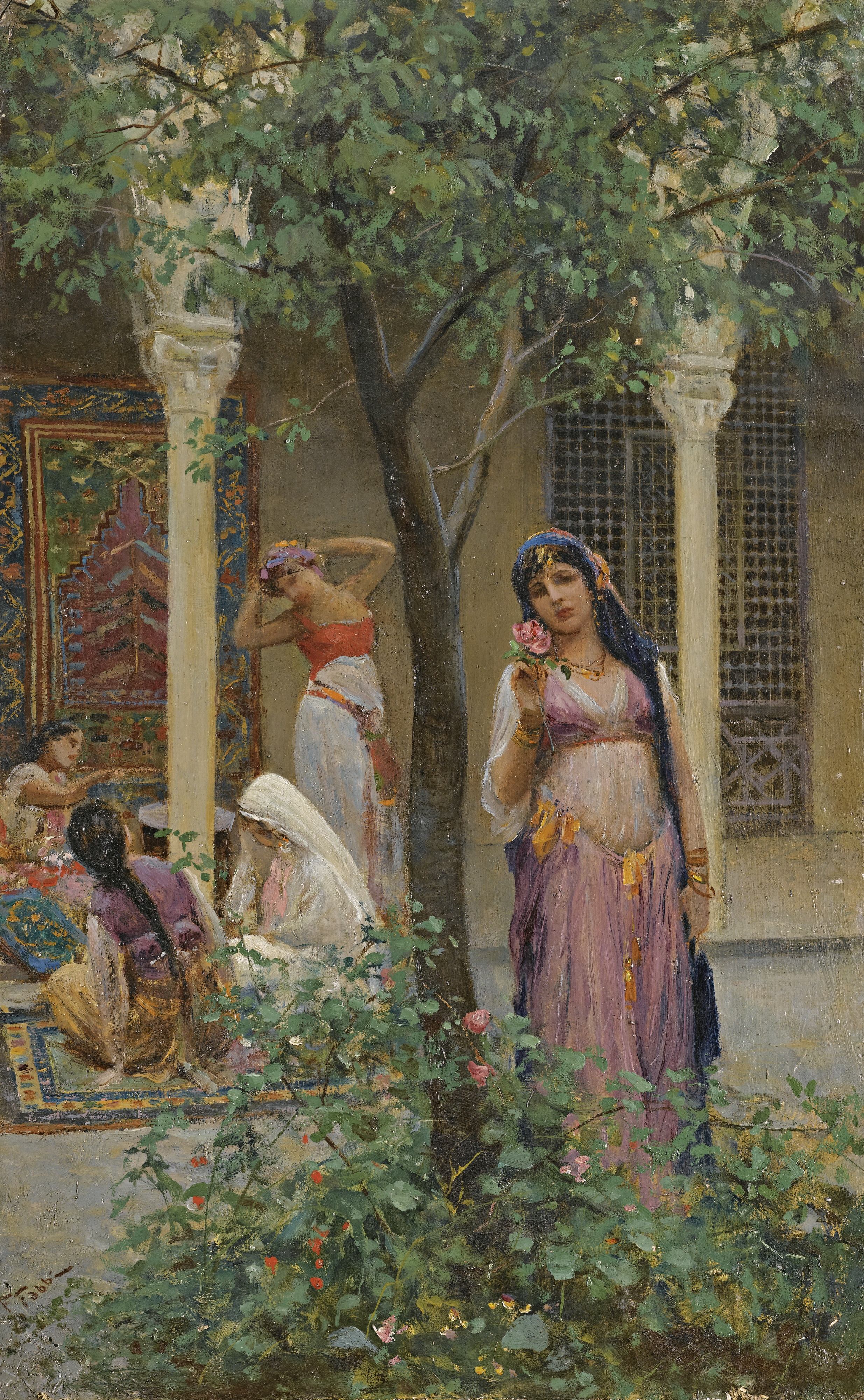
Türkische Rose.
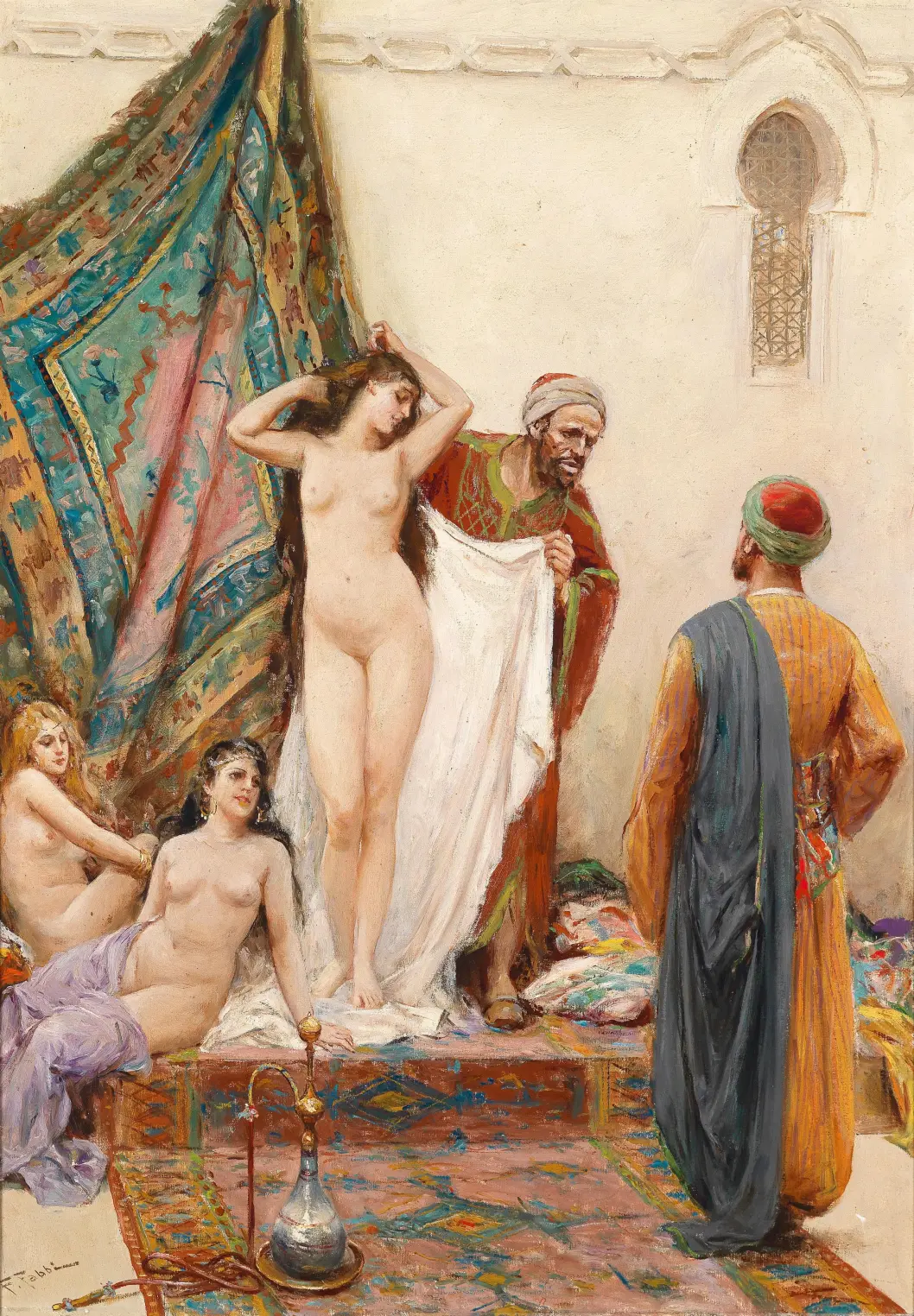
Sklavenmarkt-Szene.
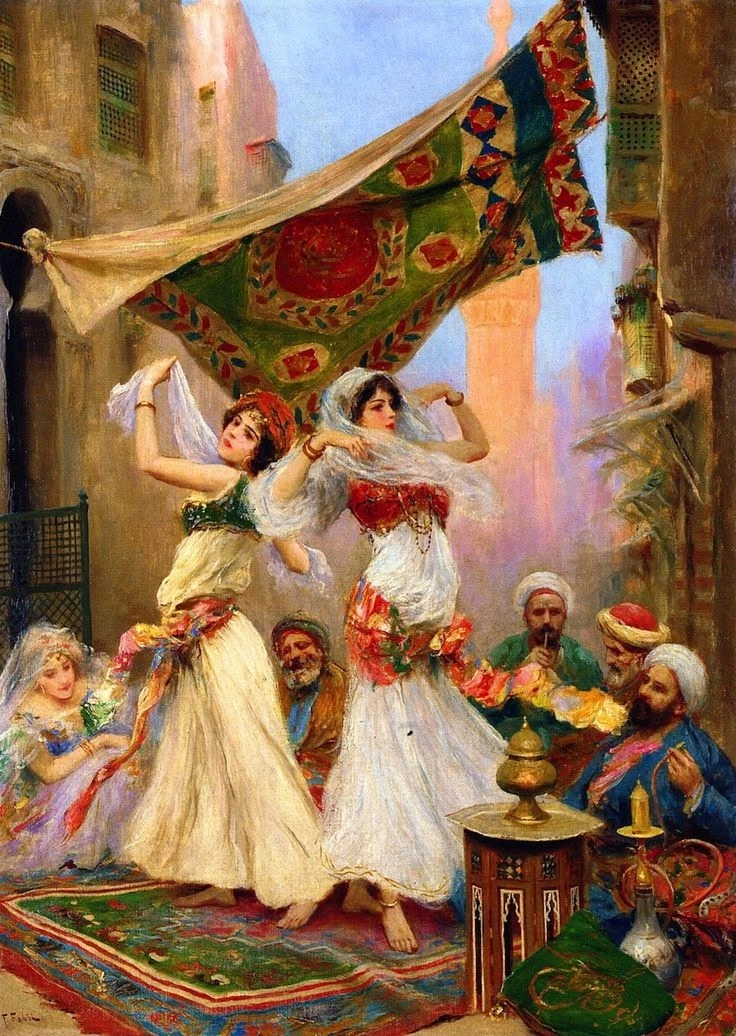
Tänzerinnen.
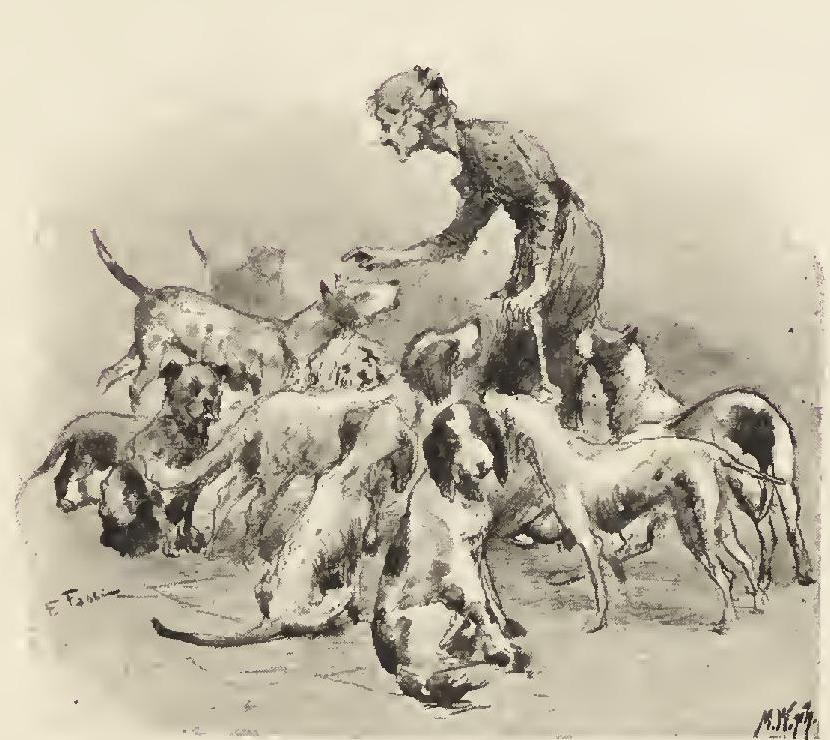
Illustration aus dem Buch Firenze sotterranea